# Šalamenci
Šalamenci este o localitate din comuna Puconci, Slovenia, cu o populație de 316 locuitori.